# わんわん物語
『わんわん物語』（わんわんものがたり、原題：Lady and the Tramp）は、1955年6月16日公開のディズニーによるアニメーション映画。原題Lady and the Trampを直訳すると「お嬢様と風来坊」という意味である。当初は「貴婦人と浮浪者」という邦題で公開予定だった。

## 概要
わんわん物語の原案は1937年、ウォルト・ディズニー・プロダクションのスタッフであったジョー・グラントによって作成された。
グラントはウォルト・ディズニーを自宅に招いた際に、飼っていたアメリカン・コッカー・スパニエルのスケッチを見せた。ウォルトはこのスケッチを気に入り、ジョーにこの犬を主人公にしたストーリーボードを作成してみてはどうかと提案する。それ以来1940年代初めの頃までグラントとディズニーのスタッフたちはこの犬を主人公にした物語を作っていた。このとき作成されたストーリーボードにはすでにレディや2匹の猫を飼っている意地悪な義理の母や赤ん坊を狙うネズミなどが登場していた。
グラントたちが作成したストーリーボードをウォルトが見たのは1943年である。しかしそのストーリーボードはウォルトを満足させるものではなく、プロジェクトは棚上げされた。
その数年後、ウォルトはCosmopolitan誌に掲載されていたウォード・グリーンの短編小説"Happy Dan, The Whistling Dog"を読み、「この小説に書かれているような気ままに生きる犬をグラントのストーリーに登場させればおもしろくなるのではないか」と考えた。しかし、1949年にジョー・グラントはウォルトとの意見の相違からウォルト・ディズニー・プロダクションを退社してしまう（1980年代にグラントはディズニーに復帰する）。その後、ウォルトはウォード・グリーンに自分たちが進めているプロジェクトを説明し、レディとトランプを主人公とした小説の執筆を依頼する。1953年に出版されたこの小説が原作となったため、原案を作成したのがグラントであるにもかかわらず、彼の名前はこの映画にクレジットされていない。
それまでのディズニー映画は『白雪姫』や『ピノキオ』といった童話が原作だったが、本作は完全オリジナルストーリーである。『わんわん物語』のDVDの特典映像「メイキング･オブ『わんわん物語』」にて、映画プロデューサーのドン・ハーンは「原作に縛られることがなかったため、より自由な発想で作ることができたのだろう」と考察している。初期の脚本ではニップとタックという名前の双子のシャムネコが登場し、それが後にシーとアムになる。レディの恋人となる野良犬の名前についても当初はホーマーやボーゾーなどの案があったが、ウォルトがトランプと名付けた。
英語の"Tramp"には「浮浪者」や「売春婦」といった意味もあり、周囲からは名前を変えるように多くの反対意見が出たがウォルトは自説を曲げなかった。
長編アニメーション映画初のシネマスコープを使用し配給もRKOからブエナ・ビスタ・ディストリビューションとなる等、大きな話題になり試行錯誤の末、およそ20年の歳月と300人のアーティスト達の手によって完成した（構想は1937年だが実際に制作が開始されたのは1951年だった）。なおこの頃、ウォルトはディズニーランド設計及びテレビ番組・『ディズニーランド』出演の為、あまり本作に集中出来ず脚本家のアードマン・ペナーと総監督のケン・ピーターソンが共同で支えていた。『シンデレラ』から続いたウィルフレッド、ハミルトン、クライドの3人共同監督の最終作となった。
トランプとレディがスパゲッティを食べている最中に偶然キスをするシーンは有名であり、イギリスのTotal Film誌が選出した「映画史に残る最高のキスシーン50」では第8位に選ばれた。当初ウォルトは犬がスパゲッティを食べるというこのシーンに対して否定的だったが、フランク・トーマスが作成したアニメーションを見て考えを変えた。

## 物語
ニューイングランドに住むダーリングへのクリスマスプレゼントとしてディア家にやってきたコッカー・スパニエルのレディ。夫妻の愛情を一身に受けていたが、二人に子供が生まれる。レディは変化に戸惑いつつも赤ちゃんを見守る。
ある日、夫婦の旅行中に赤ちゃんのベビーシッターとしてセーラおばさんがやって来た。猫好きで犬嫌いの彼女はレディを邪険に扱う上に、勝手に連れてきたペットの猫のサイとアムがしでかした悪戯をレディがやったと決めつけ「赤ちゃんを襲う猛犬」と見なして口輪を嵌めようとため家を飛び出したレディは、野良犬のトランプに助けられる。
生まれも育ちも異なる2匹であったが、やがて互いに惹かれ合うようになる。しかし、レディが保健所に捕まってしまい、さらにそこでトランプのプレイボーイ振りを彼の仲間の野良犬達から聞かされ愕然とする。その後セーラおばさんに引き取られ家に帰るも外の犬小屋に繋がれてしまったレディは、怒りのままに彼女を心配してやって来たトランプと口論になり追い返してしまった。
その直後、レディは巨大なネズミが雨樋をつたって半開きの窓から子供部屋に侵入するのを目撃。必死に吠えてセーラおばさんに知らせようとするも煩いと言って取り合おうとしない。そこへ異変に気づいたトランプが慌てて戻って来て事態を把握すると、綱をかみ切ったレディと一緒にポーチの犬用ドアから部屋に飛び込み、ベビーベッドに上がりこんだネズミを捕まえ激闘の末に退治したため赤ちゃんは間一髪で無事だった。ところが騒ぎと泣き声を聞いて現れたセーラおばさんはトランプが赤ん坊を襲おうとしたと思い込み、箒でクローゼットに閉じ込めると保健所に連絡を入れ引き渡してしまった。
そこへ帰宅した夫婦が何があったのか尋ねると、ひたすらわめくセーラおばさんを余所にレディは二人を子供部屋へ連れて行き、ネズミの死骸を見せてトランプの潔白を証明する。
全てを悟った夫婦はレディと共に急いで保健所の馬車を追いかけ、話を聞いたジョックとトラスティも手伝いトランプは救出された。
その年の冬。ディア家では新たに飼い犬となったトランプと結ばれたレディ、そして2匹の間に生まれた子犬達が少し大きくなった赤ちゃんと夫妻と一緒にクリスマスをお祝いしているのだった。

## キャラクター

### 動物たち
レディ（Lady）
クリスマスプレゼントにダーリングへ送られた血統書付きのアメリカン・コッカー・スパニエルの雌｡『I』の主人公かつヒロイン。飼い主の夫婦の留守中に町へ飛び出し、そこで出会った野良犬のトランプと恋に落ちる。トランプに一緒に自由に生きることを薦められるが､「赤ちゃんが心配」と家に帰ることを望む。しかし、トランプの失態で保健所に連れて行かれ、そこでトランプにたくさんのガールフレンドがいたことを知り腹を立ててケンカ別れをしてしまう。その後赤ちゃんの部屋に大ネズミが侵入した所を目撃し、吠え声に気付いたトランプが助けに駆けつけたことで仲直りをして結ばれ、4匹の子犬が生まれた｡『II』では主人公の座が変わった為に出番が激減しているが、スキャンプを含めた子犬達や、息子との心の食い違いに悩むトランプを案じる良き妻かつ母親像が垣間見える｡『I』から時間が経っている為、声、性格、言動共に、より気品さが増している。
トランプ（Tramp）
自由を愛する雑種の雄の野良犬。機転が利き､『I』『II』でも勇敢さは健在である。ジム家に来る前は機関車の操車場、廃品置き場で暮らしていた。捕まった野良犬仲間を逃がしているため、保健所に目を付けられている。さまざまな名で呼ばれながら曜日ごとに人間の家を渡り歩いて暮らしている｡「赤ん坊が生まれると、人間は犬を愛してくれなくなる」との体験談を語るところから、飼い犬の経験もあると思われる。頭がよくいたずら好きで、ニワトリを追いかけるのが好き。3匹の犬と戦っても勝てる能力の持ち主である。レディと恋に落ちるが、他の野良犬たちの証言によると可愛い女の子に弱く、それまでにも幾つかの色恋沙汰があった。レディとはそれが原因でケンカ別れをしてしまうものの、侵入した大ネズミから赤ちゃんを守ったことでめでたく結ばれ、ディア家の飼い犬になる｡『II』では仲のいいバスターを一流の野良犬に育て、肉を積んだトラック1台を盗み捕獲員24人と警察や軍隊を出動させる騒動を起こしたらしい。しかし、そのバスターからは自分とレディのどちらを選ぶか問い詰めた際、レディを選んだことで野良犬としてのプライドも誇りも捨ててしまったとして恨まれている。また､『II』では飼い犬として暮らし始めてから長年の時が経ったことにより野良犬の感や運動神経が鈍くなってしまった。だが、スキャンプを救出しに保健所に乗り込んだ際にはバスターをも恐れさせる凶暴な野良犬・レジーを相手に大立ち回りの末に勝利する。
ジョック（Jock）
ディア家の近所に住む山の手育ちのスコティッシュ・テリアで、血統にこだわりを持つ。スコットランド訛りを持ち、長い眉毛と鬚が特徴。自分の家の近くに骨を隠すひみつの場所がある。ある程度の老犬であることが窺えるが、レディを元気付けるためにトラスティと共にレディにプロポーズしようとする場面も。レディのよき友人であり、先輩としてよき相談相手でもある。トランプに「スタンリー」と間違われる。
トラスティ（Trusty）
顔全体のしわが特徴的なブラッドハウンドで、ジョックとは近所での古い付き合い。祖父のリライアブル爺さんを慕っており、その武勇伝を何度も語ろうとする。また、よく利く鼻が自慢でジョックはきかなくなったと言っていたが、あながちそうでもない様子。保健所に捕まったトランプを救うため馬車に体当りし大怪我を負うが、クリスマスでは足に包帯を巻きながらも元気な姿を見せる。
サイとアム（Si and Am）
セーラおばさんの飼い猫で、かなり溺愛されているシャムネコの双子。コミカルな持ち歌「シャムネコの歌」に乗って、ディア家でやりたい放題のいたずらをする。ずる賢く意地悪で、赤ちゃん用のミルクをせしめるためと、いたずらの責任を全て押し付けるためわざと虐められて大ケガをしたような振りをし、そのせいでレディはセーラおばさんから『猛犬』のレッテルを貼られてしまう。そのためレディにとって厄介者だが､『II』では（バスターの命令を受けて）襲いかかってきたスキャンプに仰天する一面も見せた。
トランプの仲間たち
保健所の捕獲員に捕まったと思われる犬たち。名前のわかる犬は歌の上手いペグ（Peg）、ロシア訛りで博識なボリス（Boris）、ブル（Bull）、ダクシー（Dachsie）、タフィー（Toughy）、メキシコ訛りのペドロ（Pedro）、（ナッツィ（Nutsy）)である。ほとんどの犬がトランプのことを知っている。ダクシーは保健所から脱出するための穴を掘っている。ペドロの姉妹たち（ロジータ、チキータ、ファニータ）はトランプと色恋沙汰があった様子（しかし日本語版ではロジータのみ）。『II』ではキャラクターは一新されており『I』のキャラクターは全員出てこない。
ビーバー
動物園の庭にいるビーバー。トランプの知り合い。ダム作りに苦労していたところをトランプの相談に乗り、レディの口輪を噛みきる。デザインはくまのプーさんのゴーファーに似ている。

### 人間たち
ジム・ディア（Jim Dear）
レディの飼い主。レディを実の娘のように可愛がっている。妻のダーリングが妊娠したことで一時はレディをないがしろにしてしまうものの、旅行に出る時は赤ちゃんの面倒やおばさんの手伝いを任せたり、トランプが大ネズミを追って家に入り込み騒ぎを起こした時はそれを伝えようとしたレディのことを一番に信用するなど、誰よりも信頼を寄せている事が窺える。
ダーリング・ディア（Darling Dear）
レディの飼い主でジムの妻。クリスマスに夫からレディをプレゼントされた。
妊娠中はレディをないがしろにしてしまうものの、赤ちゃんが生まれてからは夫と共にレディにも変わらない愛情を注ぐ。作中で彼女が歌っている子守唄「ララ・ルー」は名曲の一つ。
ジミー・ディア（Jim Jr.）
ジムとダーリング夫妻の子供｡『I』では赤ちゃんだったため特に出番はなかった｡『II』では数ヶ月大きくなった姿で登場。レディやトランプ、子犬達とも仲良しで、特にスキャンプをよき遊び相手として気に入っている。
セーラおばさん（Aunt Sarah）
ジムのおば。夫妻の旅行の間のベビーシッターとしてディア家にやってくる。犬を毛嫌いしているため、レディは早々に「汚い」と罵られて赤ちゃんの所から追い出され、さらには部屋を荒らした上に連れて来た猫たちをいじめたという濡れ衣を着せられて口輪を付けさせようとし、その結果彼女が家出することに至った。
また、レディとトランプが大ネズミを追って家に入り込んだ際も、真っ先に2匹が赤ちゃんに襲いかかろうとしたと思い込んだ。その後、終盤でディア家宛にドッグビスケットをクリスマスプレゼントとして送っているあたり反省はしたようだが､『II』では行方不明のスキャンプを探そうとしないばかりか、ディア家の皆が彼を心配する中一人ピクニックのことばかり考えるなど、相変わらず犬に対して非常に薄情な面を見せている。
トニー（Tony）
トランプが贔屓にしているイタリアン・レストランの主人。トランプに対する呼び名は「タフガイ」。トランプがレディを連れてきたことを喜び、スパゲッティを振舞う。バンドネオンを演奏し「ベラ・ノッテ」を朗々と歌い上げる場面は本作の名場面の一つ。
ジョー（Joe）
レストラン「トニー」の従業員。主人には頭が上がらない。マンドリンを弾いてトニーの歌を盛り上げる。

### 『II』に登場する動物たち
スキャンプ（Scamp）
『I』ではわずかな出演のみ､『II』では主人公。トランプとレディの息子。トランプに似た体をしている。やんちゃでトランプから「いたずら小僧」と呼ばれている。ディア家での飼い犬暮らしにうんざりし外での暮らしに憧れていた。しかし途中バスターの裏切りにあい飼い犬に戻った。
エンジェル（Angel）
廃品置き場にいる犬でバスターに気に入られていた。今まで5つの家族を渡り現在に至った。スキャンプと恋に落ち飼い犬になりたい本心がバスターにばれ廃品置き場を追い出されたが、その後ディア家に迎えられている。
バスター（Buster）
廃品置き場の犬たちのリーダー｡「ご機嫌だぜ」が口癖。毎日生きるためだが悪さをしている。かつてはトランプの舎弟のような存在で、彼から野良犬としての生きる術を学び、自身もトランプのことを尊敬していたが、トランプがレディを選んだことをきっかけに決裂し、現在は仲が悪い。
子犬たち
トランプとレディの子供でそれぞれアネッタ（Annette）、コレット（Collette）、ダニエル（Danielle）。レディに体が似ている。風呂が大好き。少し生意気でスキャンプをよく思っていない部分もある。
レジー（Reggie）
バスターがスキャンプを廃品置き場の仲間に加えるか試すためテストする為に連れて行った裏路地に住む野良犬。バスターさえも恐れるほどに凶暴で、子犬であるスキャンプにも容赦なく追い回すが、その結果、保健所職員に見つかり連れて行かれる。その後、保健所に捕まったスキャンプが同じ檻に入れられたところを、再度襲いかかるが、助けに現れたトランプと一対一で戦った末に敗北する。

## キャスト
| 役名                                  | 原語版声優                                          | 日本語吹き替え | 日本語吹き替え                                                            |            |
| 役名                                  | 原語版声優                                          | 1956年公開版   | 1989年公開版                                                              |            |
| ------------------------------------- | --------------------------------------------------- | -------------- | ------------------------------------------------------------------------- | ---------- |
| レディ                                | バーバラ・ルディ                                    | 宝田薫         | 藤田淑子                                                                  |            |
| トランプ （1956年版ではノラ公）       | ラリー・ロバーツ                                    | 小林桂樹       | 中尾隆聖                                                                  |            |
| ダーリング ・ディア                   | ペギー・リー                                        | 里見京子       | 戸田恵子                                                                  |            |
| サイとアム （1956年版ではシーとアム） | ペギー・リー                                        | ナンシー梅木   | 天地総子                                                                  |            |
| ペグ （1956年版ではペッグ）           | ペギー・リー                                        | 北原文枝       | 天地総子                                                                  |            |
| ジム・ディア                          | リー・ミラー                                        | 三木鶏郎       | 佐々木敏                                                                  |            |
| 野良犬収容所員                        | リー・ミラー                                        | 浜口庫之助     | 村越伊知郎                                                                |            |
| セーラおばさん                        | ヴェルナ・フェルトン                                | 堀越節子       | 京田尚子                                                                  |            |
| ジョック                              | 台詞：ビル・トンプソン 歌：スターリング・ホロウェイ | 三津田健       | 槐柳二                                                                    |            |
| トラスティ                            | ビル・ボーコム                                      | 鈴々舎馬風     | 滝口順平                                                                  |            |
| トニー                                | ジョージ・ギボット                                  | 中村哲         | 台詞：熊倉一雄 うた：池田直樹                                             |            |
| ジョー                                | ビル・トンプソン                                    | 市村俊幸       | 台詞：はせさん治 歌：加賀清孝                                             |            |
| ブル （1956年版ではブルドッグ）       | ビル・トンプソン                                    | 古今亭今輔     | 今西正男                                                                  |            |
| ダクシー                              | ビル・トンプソン                                    | 逗子とんぼ     | 山崎哲也                                                                  |            |
| 警察官                                | ビル・トンプソン                                    | 千葉信男       | 峰恵研                                                                    |            |
| ボリス                                | アラン・リード                                      | 大平透         | 佐古正人                                                                  |            |
| タフィー                              | ダラス・マッケノン                                  | 千葉信男       | 永井一郎                                                                  |            |
| ペドロ                                | ダラス・マッケノン                                  | 永六輔         | 八代駿                                                                    |            |
| 教授                                  | ダラス・マッケノン                                  |                | 八代駿                                                                    |            |
| ハイエナ                              | ダラス・マッケノン                                  | 原語版流用     | 原語版流用                                                                | 原語版流用 |
| ビーバー                              | スタン・フレバーグ                                  | 坊屋三郎       | 辻村真人                                                                  |            |
| ペットショップの店員                  | スタン・フレバーグ                                  |                |                                                                           |            |
| アネット                              |                                                     |                | 坂本真綾                                                                  |            |
| ジムの友人                            |                                                     |                | 沢りつお 峰恵研 八代駿                                                    |            |
| ワニのアル                            | サール・レイブンズクロフト                          |                | 仁内建之                                                                  |            |
| その他                                |                                                     |                | 大山美奈 中山愛子 林一夫 早川京子 安西正弘 森沢早苗 渡辺真砂子 丸山真奈実 |            |

- 1956年版での公開：1956年（大映）、1965年（ウォルト・ディズニー）、1976年（ブエナ・ビスタ）、1982年（東宝）

※この日本語版は「バンビ」（1957年版）と同時に録音されている。また、声優オーディションに1ヵ月以上かけ、実際に完成するまでに1年近くの日数と、1500万円（当時）の費用を使った。
- 1989年版での公開：1989年（ワーナー）
- 現在発売されているソフト（VHS、DVD、BD等）には、1989年版の吹き替えが収録されている。

## スタッフ

### 映像制作
| 製作                 | 製作                 | ウォルト・ディズニー、ロイ・O・ディズニー |
| 企画                 | 企画                 | ジョー・グラント、ディック・ケルシー |
| 原作                 | 原作                 | ウォード・グリーン |
| 脚本                 | 脚本                 | アードマン・ペナー、ジョー・リナルディ、ラルフ・ライト、ドン・ダグラディ、フランク・タシュリン、サム・コビアン |
| 脚本監修             | 脚本監修             | シャルル・パーマー |
| 音楽                 | 音楽                 | オリバー・ウォレス |
| 編曲                 | 編曲                 | エドワード・H・プラム |
| オーケストレーション | オーケストレーション | シドニー・ファイン |
| 作画監督             | レディ               | フランク・トーマス、レス・クラーク |
| 作画監督             | トランプ             | ミルト・カール |
| 作画監督             | ジョック トラスティ  | オリー・ジョンストン |
| 作画監督             | トニー ジョー ブル   | ジョン・ラウンズベリー |
| 作画監督             | ペグ                 | エリック・ラーソン |
| 作画監督             | アクション担当       | ウォルフガング・ライザーマン |
| 作画監督             | ハル・キング         | |
| レイアウト           | レイアウト           | トム・コドリック、アル・ジンネン、A・ケンドール・オコーナー、ヒュー・ヘネシー、ランス・ノリー、ジャック・ラップ、マクラーレン・ステュアート、ドン・グリフィス、ソー・パットナム、コリン・キャンベル ヴィクター・ハブーシュ、ビル・ボッシュ |
| 原画                 | 原画                 | ジョージ・ニコラス、ハル・アンブロ、ケン・オブライエン、ジェリー・ハスコック、エリック・クレワース、マーヴィン・ウッドワード、エド・アーダル、ジョン・シブリー、ハーヴィー・トゥームズ、クリフ・ノードバーグ ドン・ラスク、ジョージ・クレイスル、ヒュー・フレイザー、ジョン・フリーマン、ジャック・キャンベル、ボブ・カールソン、フレッド・コピエッツ、ハリー・ホルト、ボブ・マクレイ |
| エフェクト原画       | エフェクト原画       | ジョージ・ローリー、ダン・マクマナス |
| 動画                 | 動画                 | ブレイン・ギブソン、ゲイリー・ムーニー、ジョン ・ ウィルソン |
| 美術監督             | 美術監督             | ケン・アンダーソン、クロード・コーツ |
| 背景                 | 背景                 | ディック・アンソニー、ラルフ・ヒューレット、アル・デンプスター、セルマ・ウィトマー、アイヴァンド・アール、ジミ・トラウト、レイ・ハッファイン、ブライス・マック |
| 特殊効果             | 特殊効果             | アブ・アイワークス |
| 撮影                 | 撮影                 | ボブ・ブロートン、ロバート・F・スパークス |
| 音響監督             | 音響監督             | C・O・スライフィールド |
| 録音                 | 録音                 | ハロルド・J・ステック、ロバート・O・クック |
| 音楽編集             | 音楽編集             | イヴリン・ケネディ |
| 編集                 | 編集                 | ドン・ハリデイ |
| 製作担当             | 製作担当             | ビル・アンダーソン |
| アニメーション制作   | アニメーション制作   | ウォルト・ディズニー・プロダクション |
| プロデューサー       | プロデューサー       | アードマン・ペナー |
| 監督                 | 監督                 | ハミルトン・ラスク、クライド・ジェロニミ、ウィルフレッド・ジャクソン |
| 総監督               | 総監督               | ケン・ピーターソン |
| 配給                 | 配給                 | ブエナ・ビスタ・ホーム・エンターテイメント |

### 日本語音声制作
《1956年版》
| 総指揮               | ジョン・A・カッティング |
| 製作・台本           | 田村幸彦                |
| 監督・音楽監督・作詩 | 三木鶏郎                |
| 編集                 | 上田忠雄                |

《1989年版》
| 翻訳         | 金田文夫                                    |
| 訳詞         | 海野洋司                                    |
| 録音制作     | スタジオ・エコー                            |
| 日本語版制作 | DISNEY CHARACTER VOICES INTERNATIONAL, INC. |

## 主題歌
| 使用箇所           | 曲名                                       | 作詞 作曲                   | 訳詞                                      | 歌                                  |
| ------------------ | ------------------------------------------ | --------------------------- | ----------------------------------------- | ----------------------------------- |
| オープニングテーマ | ベラ・ノッテ Bella Notte                   | ペギー・リー ソニー・バーク | 三木鶏郎（1956年版） 海野洋司（1989年版） | ジョージ・ギボット ビル・トンプソン |
| エンディングテーマ | 世界に平和を Peace on Earth                | ペギー・リー ソニー・バーク | 三木鶏郎（1956年版） 海野洋司（1989年版） |                                     |
| 挿入歌             | ジョック＆トラスティ Jock & Trusty         | ペギー・リー ソニー・バーク | 三木鶏郎（1956年版） 海野洋司（1989年版） | スターリング・ホロウェイ            |
| 挿入歌             | ララルー La La Lu                          | ペギー・リー ソニー・バーク | 三木鶏郎（1956年版） 海野洋司（1989年版） | ペギー・リー                        |
| 挿入歌             | シャムネコの歌 The Siamese Cat Song        | ペギー・リー ソニー・バーク | 三木鶏郎（1956年版） 海野洋司（1989年版） | ペギー・リー                        |
| 挿入歌             | 彼がトランプさ He's a Tramp                | ペギー・リー ソニー・バーク | 三木鶏郎（1956年版） 海野洋司（1989年版） | ペギー・リー                        |
| 挿入歌             | 赤ちゃんって? What Is a Baby               | ペギー・リー ソニー・バーク | 三木鶏郎（1956年版） 海野洋司（1989年版） | バーバラ・ルディ                    |
| 挿入歌             | ホーム・スウィート・ホーム Home Sweet Home | ペギー・リー ソニー・バーク | 三木鶏郎（1956年版） 海野洋司（1989年版） |                                     |

## 小説
- 著：トッド ストラッサー／ 訳：橘高弓枝『わんわん物語』偕成社、1998年11月1日。ISBN 4037911906。

## 絵本
- 訳：福川祐司／シュン斎藤、中村光毅、三石泰江、片山径子『わんわん物語』講談社〈ディズニー名作童話館⑪〉、1988年3月21日。ISBN 4061942611。
- 訳：末吉暁子『わんわん物語』講談社〈ディズニーおはなし絵本館⑨〉、2002年7月18日。ISBN 4062714698。

## 補足
- 映像・デザイン
様々な工夫が凝らされている。基本的に犬の視点からのアングルで描かれている為、人間の登場人物はその顔や表情が映されることが少なく、多くが腰から下の映像である。特にジムとダーリングは主人公の飼い主であるにもかかわらずはっきりと顔が映る場面はほとんど無いに等しい。しかし『II』では前半、ジムの顔が堂々と映っている。一方、犬達の表情や仕草は人間のそれを投影する手法（レディの垂れ耳を女性の長髪に見立てるなど）を使っている為、非常に人間臭さが出ている。その結果、視聴者はさながら犬の世界に飛び込んだかのような感覚で物語に入り込むことができる。また、当時シネマスコープに対応した劇場が少なかったこともあり、各々の画面幅に合わせた2種類の映像が存在する。
- レディが産まれた赤ちゃんを見に子供部屋へこっそりやって来る場面では、ダーリングが歌う「ララ・ルー」がBGMで流れてくる以外に一切のセリフがない。
- 猫のsi&amは最初に構想した時期、第二次世界大戦の敵軍だった日本人から出たキャラクター。 戦後にはアジア人を描写することに変わた。 現在はアジア人への人種差別で説明されている。

## ラジオドラマ
1956年には、映画館での公開に併せてラジオ東京の『カネボウ・ディズニー・アワー』枠にて、ラジオドラマ版も放送された。製作には当時、ディズニー映画の日本語吹き替え制作に携わっていた永六輔や、三木鶏郎を中心とした作家グループの冗談工房、KR文芸部、効果団が協力。総指揮はディズニー技術部長のジョン・カッティング（John A  Cutting。ジャック・カッティングとも）。出演者は一部を除いて映画版と同一キャストとなっている。この作品ではブルドッグを、当時社会党書記長の淺沼稻次郎が演じている。
- 放送日：1956年8月7日～10月2日、毎週火曜日18時25分～55分、全9回。
- 語り手：宇野重吉

## わんわん物語II
『わんわん物語II』（原題：Lady and the Tramp II: Scamp's Adventure）は2001年2月27日制作のビデオ作品。

### 物語
1910年のニューイングランド。明後日は独立記念日。前作から半年たちジムの子供やレディとトランプの子供たちは大きくなり幸せな毎日を送っていた。しかし、スキャンプだけは違い毎日の生活に退屈を感じていた。スキャンプは部屋を汚し、罰として鎖に繋がれた。その時廃品置き場の犬たちやエンジェルと会い野良犬として生きる道を選んだ。そこには楽しそうに暮らす野良犬たちがいた。そんな時父親のトランプの過去を知る。

### スタッフ
- 監督：ダレル・ルーニー、ジャニーン・ルーセル
- 製作：ジャニーン・ルーセル
- 脚本：ビル・モッツ、ボブ・ロス
- 音楽：メリサ・マンチェスター、ノーマン・ギンベル
- 作曲：ダニー・トルーブ

### 声優
| 役名           | 原語版声優                                      | 日本語吹き替え                  |
| -------------- | ----------------------------------------------- | ------------------------------- |
| スキャンプ     | 台詞：スコット・ウルフ 歌：ロジャー・バート     | 台詞：秋山純 歌：岡崎昌幸       |
| エンジェル     | 台詞：アリッサ・ミラノ 歌：スーザン・イーガン   | 台詞：山田まりや 歌：日野しおん |
| バスター       | 台詞：チャズ・パルミンテリ 歌：ジェス・ハーネル | 山路和弘                        |
| トランプ       | ジェフ・ベネット                                | 台詞：中尾隆聖 うた：小西教之   |
| ジョック       | ジェフ・ベネット                                | 槐柳二                          |
| トラスティ     | ジェフ・ベネット                                | 滝口順平                        |
| 野良犬収容所員 | ジェフ・ベネット                                | 小形満                          |
| レディ         | ジョディ・ベンソン                              | 台詞：藤田淑子 うた：前田引美   |
| ムーチ         | ビル・ファッガーバッケ                          | 島香裕                          |
| スパーキー     | ミッキー・ルーニー                              | 石森達幸                        |
| フランソワ     | ブロンソン・ピンチョット                        | 龍田直樹                        |
| ルビー         | キャシー・モリアーティ                          | 一城みゆ希                      |
| ダーリング     | バーバラ・グッドソン                            | 田中敦子                        |
| ジム・ディア   | ニック・ジェイムソン                            | 佐々木敏                        |
| ジュニア       | アンドリュー・マクドノゥ                        | 川田妙子                        |
| アネット       | デビ・デリーベリー                              | 木藤聡子                        |
| コレット       | キャス・スーシー                                | こおろぎさとみ                  |
| ダニエル       | キャス・スーシー                                | 石川寛美                        |
| トニー         | ジム・カミングス                                | 北川勝博                        |
| ジョー         | マイケル・ガフ                                  | はせさん治                      |
| セーラおばさん | トレス・マクニール                              | 京田尚子                        |
| アム           | トレス・マクニール                              | 原語版流用                      |
| サイ           | メアリー・ケイ・バーグマン トレス・マクニール   | 原語版流用                      |
| スクラッチ     | ディー・ブラッドリー・ベイカー                  | 原語版流用                      |
| レジー         | フランク・ウェルカー                            | 原語版流用                      |

### 主題歌
| 使用箇所           | 曲名                                             | 作詞 作曲                                 | 訳詞     | 歌                                                                   |
| ------------------ | ------------------------------------------------ | ----------------------------------------- | -------- | -------------------------------------------------------------------- |
| オープニングテーマ | ベラ・ノッテ Bella Notte                         | ペギー・リー ソニー・バーク               | 佐藤恵子 | 山下達郎                                                             |
| 挿入歌             | 記念日を祝おう Welcome Home                      | メリサ・マンチェスター ノーマン・ギンベル | 佐藤恵子 | 前田弘美 小西教之 こおろぎさとみ 木藤聡子 ミュージッククリエイション |
| 挿入歌             | あこがれの世界 World Without Fences              | メリサ・マンチェスター ノーマン・ギンベル | 佐藤恵子 | 岡崎昌幸                                                             |
| 挿入歌             | 俺たちの天国 Junkyard Society Rag                | メリサ・マンチェスター ノーマン・ギンベル | 佐藤恵子 | 山路和弘 龍田直樹 石森達幸 一城みゆ希 島香裕                         |
| 挿入歌             | 初めての気持ち Didn't Know I Could Feel this Way | メリサ・マンチェスター ノーマン・ギンベル | 佐藤恵子 | 岡崎昌幸 日野しおん                                                  |
| 挿入歌             | どんな時でも Always There                        | メリサ・マンチェスター ノーマン・ギンベル | 佐藤恵子 | 岡崎昌幸 日野しおん 前田弘美 小西教之                                |

## 実写映画
2018年3月、当時ディズニーがサービス開始を予定していたストリーミング配信サービス「Disney+」の目玉コンテンツとして、『わんわん物語』実写映画の制作を検討していることが報じられ、2019年8月に予告編が公開された。
監督はチャーリー・ビーンで、トランプ役で出演する犬はアメリカ・アリゾナ州の保健所で救助された保護犬「モンテ」が起用された。
アメリカでは2019年11月のDisney+のサービス開始と同時に配信を開始。日本でも2020年6月11日の同サービスの開始と同時に配信を開始。

### キャスト（実写映画）
※括弧内は日本語吹替
- ジム・ディア - トーマス・マン（花輪英司）
- ダーリング - キアシー・クレモンズ（水野貴以）
- セーラおばさん - イヴェット・ニコール・ブラウン（英語版）（和優希）
- エリオット - エイドリアン・マルティネス（後藤光祐）
- トニー - F・マーリー・エイブラハム（立川三貴）
- ジョー - アルトゥーロ・カストロ（英語版）
- 医師 - ケン・チョン（宮崎敦吉）

声の出演
- レディ - テッサ・トンプソン（行成とあ）
- トランプ - ジャスティン・セロー（咲野俊介）
- トラスティ - サム・エリオット（宝亀克寿）
- ジョック - アシュリー・ジェンセン（英語版）（雨蘭咲木子）
- ペグ - ジャネール・モネイ（塩田朋子）
- ブル - ベネディクト・ウォン（楠見尚己）
- アイザック - クランシー・ブラウン
- デヴォン - ネイト・ワンダー（津田英佑）
- レックス - ローマン・ジアンアーサー（英語版）（津田英佑）